# Muaná
Muaná es un municipio brasileño del estado de Pará. Se localiza a una latitud 01º31'42" sur y a una longitud 49º13'00" oeste, estando a una altitud de 22 metros. Su población estimada en 2004 era de 27 109 habitantes. Y en 2006 fue estimada por el IBGE en 27 758.

## Historia
El origen del Municipio de Muaná se encuentra en una hacienda particular que, por su desarrollo, se transformó en poblado y, posteriormente fue elevado a la categoría de parroquias, en 1757 (São Francisco de Paula).